# Петергофский десант
Петерго́фский деса́нт — оперативный десант Балтийского флота, высаженный в ходе Стрельнинско-Петергофской наступательной операции 5 октября 1941 года. К 7 октября практически весь личный состав десанта погиб, выжило лишь несколько человек.

## План и подготовка операции
1 октября 1941 года командующий Ленинградским фронтом Г. К. Жуков в устной форме приказал командующему Балтийским флотом вице-адмиралу В. Ф. Трибуцу высадить десанты на побережье и помочь 8-й и 42-й армиям фронта соединиться на южном побережье Финского залива. Десант должен был отвлечь на себя силы врага, выбить его из Петергофа, занять плацдарм в 3 км по фронту и до 1 км в глубину, удерживать его частью сил, а главными силами развивать наступление навстречу частям 8-й армии, имеющей задачу наступать со стороны Ораниенбаума. Таким образом, поставленная перед десантом боевая задача была явно нереальной. Командующий флотом подписал соответствующий приказ только 2 октября, поставив десанту задачу высадиться в районе дворца Монплезир в Петергофе. Операцией руководил непосредственно командующий и штаб Балтийского флота. Запланированная артподготовка была отменена лично Жуковым «для обеспечения скрытности высадки десанта».
Для десанта в Петергоф были спешно сформированы 5 сводных рот общей численностью 510 человек (477 моряков с кораблей и разведвзвод штаба флота из 43 человек, на вооружении 314 винтовок, 58 автоматов, 40 пулемётов, 20 миномётов). Командир десанта — полковник А. Т. Ворожилов, комиссар — полковой комиссар А. Ф. Петрухин. Основу десанта составляли моряки с линкоров «Марат», «Октябрьская революция», крейсера «Киров», а также курсанты учебного отряда флота и морского училища политсостава. Спешно созданные роты не владели тактикой сухопутного боя, испытывали недостаток вооружения, не были сколочены, учебных занятий не производили, полевой защитной формы не получили и направлены в бой в чёрном флотском обмундировании. Подготовка десанта производилась в течение всего 4 суток (с 1 по 4 октября). Такой срок поставлен приказом Г. К. Жукова.
Командование, не имея точных сведений о силах противника в районе Нового Петергофа, считало, что в нём находятся пехотный полк и пехотный батальон противника. В действительности же, в том районе располагалась бо́льшая часть 1-й пехотной дивизии 38-го армейского корпуса вермахта.

## Действия десанта
Перед самым началом операции Г. К. Жуков отменил ранее намеченную огневую подготовку непосредственно высадки десанта, так как, по его мнению, она шла в ущерб фактору внезапности. Огонь артиллерии вначале был направлен на пути предполагаемого следования десанта, а далее, ввиду неизвестности его местоположения, смещён в стороны. Несмотря на то, что был выпущен 2571 снаряд калибром 100—305 мм, ввиду отсутствия точного местоположения целей и связи с войсками, эффективность его была крайне низка. Авиационная поддержка высадки была отменена полностью.
Силы высадки составляли отряд высадки десанта (1 бронекатер, 5 катеров МО («малый охотник»), 20 катеров КМ и 12 буксируемых шлюпок); отряд кораблей непосредственной огневой поддержки (2 базовых тральщика, один бронекатер); демонстративный отряд (пять катеров КМ, один катер «малый охотник», сторожевой корабль «Коралл»). Высадка десанта началась на рассвете 5 октября в Александрии (катера буксировали шлюпки с десантом, часть бойцов высаживалась непосредственно с катеров). 1-я рота высадилась по пояс в воде и противником обнаружена не была, а 2-я, 3-я, 4-я и 5-я роты высаживались уже под сильным артиллерийским и ружейно-пулемётным огнём противника. В первые же минуты погиб командир отряда Ворожилов, управление отрядом нарушилось. Огневая точка противника, обстреливавшая 4-ю роту десантников, была подавлена огнём сторожевого катера «МО-210». Один катер «ВР-4» (типа «КМ») сгорел в результате прямого попадания артиллерийского снаряда, второй № 902 (того же типа) пропал без вести. Из состава команд катеров было убито 8 и ранено 3 человека.
Десантники прорвались в Нижний парк, но были быстро отрезаны от берега. В парке бой шёл свыше суток, после гибели полковника Ворожилова десантников возглавил полковой комиссар А. Ф. Петрухин. Он был убит в бою 6 октября, командование принял на себя интендант 3-го ранга В. Фёдоров (после войны в парке была найдена фляжка с написанной им запиской внутри с клятвой умереть, но не сдаться, датированная 7 октября). Последние очаги сопротивления подавлены к 7 октября.
Артиллерия из Кронштадта вела огонь в поддержку десанта, но ввиду отсутствия данных от десанта — по площадям в глубине вражеской обороны. Такой артогонь не мог оказать влияния на ход сражения. По мнению исследователя А. В. Платонова, при такой организации боя десант был обречен на гибель с самого начала:

… высадки осуществлялись в ближайшем тылу фронтовой группировки противника, то есть прямо в расположении его вторых эшелонов и резервов. Районы высадки оказались насыщены не выявленными разведкой инженерно-оборонительными сооружениями, живой силой и огневыми средствами противника. Поэтому, не имея собственных средств борьбы с этими сооружениями, боевыми машинами, укрытыми огневыми средствами и живой силой противника, войска десанта не могли успешно решить поставленные им задачи. А поскольку войска фронта так и не смогли двинуться вперед, то единственной альтернативой гибели десантников могло стать только их снятие с побережья силами флота. Но это не предусматривалось. Вопрос вынужденной эмбаркации требовал отдельного планирования, так как вывезти людей, тем более в светлое время суток, можно было опять-таки лишь на принципе силы, в полной мере использовав существовавшее в то время огневое превосходство над противником. Таким образом, войска всех пяти морских десантов оказались обречены еще на этапе планирования морских десантных действий.— Платонов А. В. Опыт первых советских морских десантных операций. // Мирослав Морозов, Андрей Платонов, Владислав Гончаров. Десанты Великой Отечественной войны. Военно-исторический сборник. — М.:«Яуза»—«Эксмо», 2008. — 511 с. — isbn 978-5-699-26702-6. — С.246—247.
В составе десанта были радисты с пятью рациями, однако связь с ним была потеряна уже на первом этапе операции во время высадки, что исключало всякую возможность штаба КБФ как либо содействовать десанту. В ночь на 6 октября командующий флотом послал к месту высадки десанта группу катеров с целью обнаружить десантников и доставить им боеприпасы, однако катера подверглись мощному обстрелу, катер «МО-412» получил пробоину и затонул. Через несколько часов другой бронекатер высадил группу разведчиков с рацией. Однако назад группа не вернулась, ни одного радиосообщения от неё получено не было.
7 октября авиацией были сброшены для связи ящики с почтовыми голубями (попали в расположение 8-й армии в нескольких километрах от места высадки десанта), и направлена группа бронекатеров (встречена огнём и не смогла подойти к берегу). В последующие дни командование флота посылало в район боя одну за другой несколько разведгрупп, половина личного состава которых также погибла или пропала без вести.
Для оказания помощи десанту со стороны Ораниенбаума был направлен батальон курсантов Boeнно-морского хозяйственноrо училища, который с боями вышел к окраине Петергофа, но пробиться к десанту не смог.
Десантная операция в тыл врага провалилась. Личный состав десанта проявил исключительный героизм и самопожертвование. По публикациям в советской прессе, в плен попали только несколько человек, все после тяжёлых ранений и в большинстве — в бессознательном состоянии. В расположение советских войск никому прорваться не удалось.
По немецким данным, они обнаружили высадку советского десанта в 5 часов утра (по берлинскому времени в 4 ч.). Высадившись в 50 метрах от берега, десантники ещё в воде потеряли от огня противника около 100 человек убитыми, но тем не менее сумели взойти на берег и атаковали. Однако, углубившись на 120 м от берега, они были остановлены и окружены подошедшими частями 1-го, 22-го и 43-го пехотных полков и 1-го противотанкового дивизиона 1-й пехотной дивизии, а также находившимися в резерве другими артиллерийскими частями вермахта (штабы 1-го артполка и 1-го дивизиона 37-го артполка, 802-й артполк особого назначения и др.). Оказавшись в окружении, моряки-десантники, тем не менее, заняли круговую оборону и продолжали вести бой, однако плотным артиллерийским огнём их сопротивление было подавлено. По немецким данным в течение 5 и 6 октября ими были взяты в плен 137 человек, среди которых начальник штаба отряда капитан Г. Ф. Ильин и командир взвода младший лейтенант И. В. Товстяк. Все остальные десантники погибли, по немецким данным (отчёт 1-й пехотной дивизии), немцами уничтожено 1068 десантников, что является в несколько раз завышенными данными.
Потери немцев в бою против десанта по их данным составили 48 человек убитыми и 134 ранеными.

## Действия встречных войск
Высадка десантов 5 октября не носила изолированного характера, так как была тесно связана с действиями 8-й армии в самом Петергофе, которая двигалась навстречу десантам. Непосредственно на встречу высадившемуся в Hижнем парке морскому десанту была направлена 10-я стрелковая дивизия 19-го стрелкового корпуса совместно с 323-м артиллерийским полком. 10-я дивизия на тот момент не была доукомплектована и её численность составляла 886 человек.
5 октября в 6 часов утра части 10-й дивизии форсировали канал в Петергофе, но дальнейшее наступление было остановлено неприятелем. Потери убитыми и ранеными составили более 150 человек пехоты, включая ранеными командира полка (контужен), 3 командира батальонов и 7 командиров рот.
6 октября части 10-й дивизии вновь пошли в наступление и, вступив в уличные бои, продвинулась местами на 100—200 м, но встреченные мощным миномётным и пулемётным огнём неприятеля, были вынуждены остановиться и занять оборону. 7 октября они приводили себя в порядок и окапывались, не предпринимая новых атак.
Утром 8 октября они возобновили наступление, ведя в Петергофе упорные уличные бои, но, наткнувшись на минное поле и проволочное заграждение, прикрываемое интенсивным миномётно- пулемётным огнём немецких сил, дальше продвинуться не смогли. Потери дивизии в тот день составили 293 человека убитыми, ранеными и пропавшими без вести.
9 октября 10-я стрелковая дивизия совместно с прибывшей к ней в подкрепление 11-й стрелковой дивизией вновь пошли в наступление, однако были остановлены там же, где и в предыдущий день, так и не сумев выйти навстречу десанту, с целью прорыва блокадного кольца вокруг Ленинграда.
10 октября части 10-й стрелковой дивизии получили приказ «укрепиться на занимаемых рубежах, усовершенствовать их, превращая в укреплённые оборонительные рубежи».

## Замалчивание и память

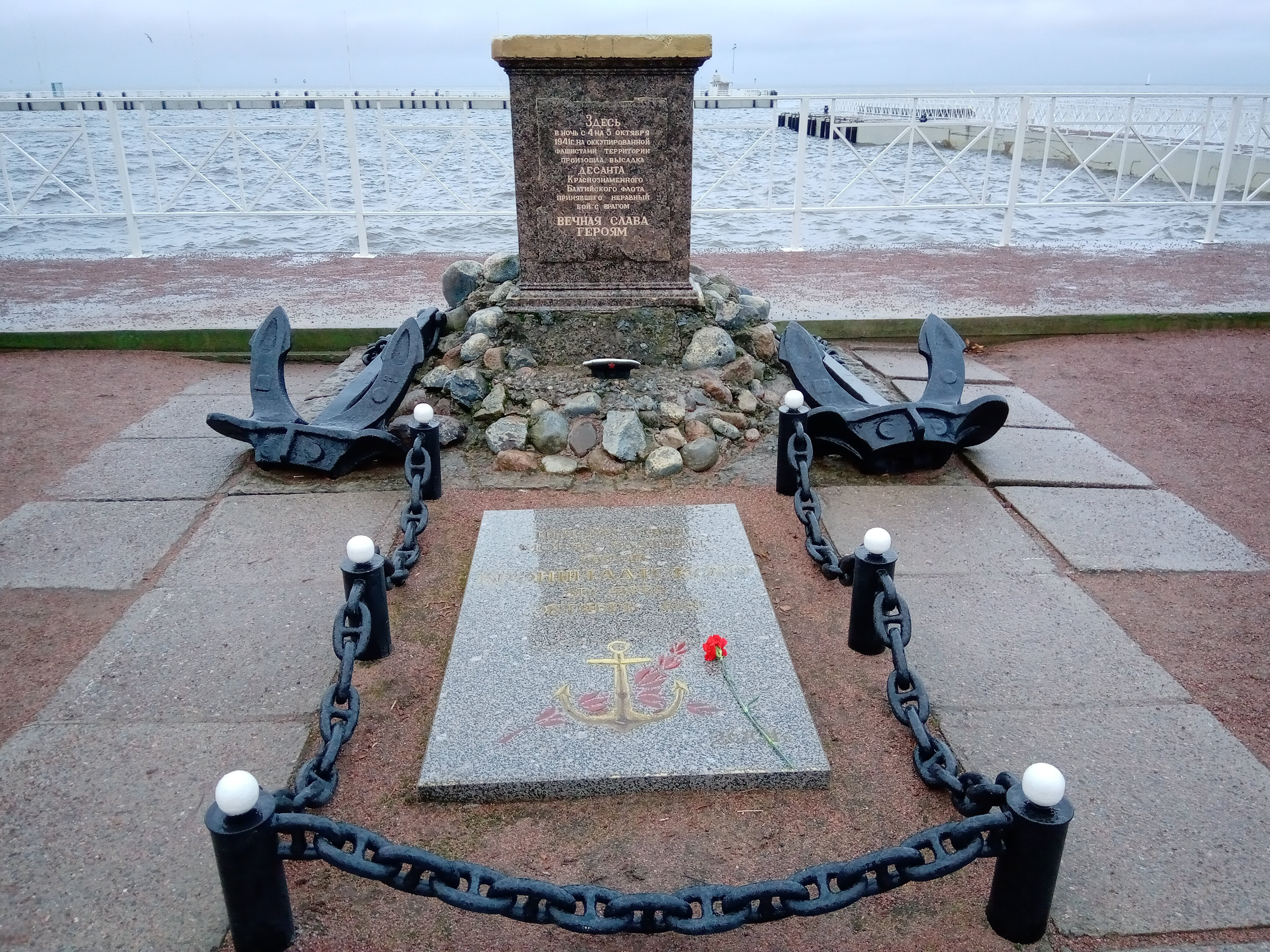
Памятник петергофскому десанту в Нижнем парке около пристани «Метеоров»

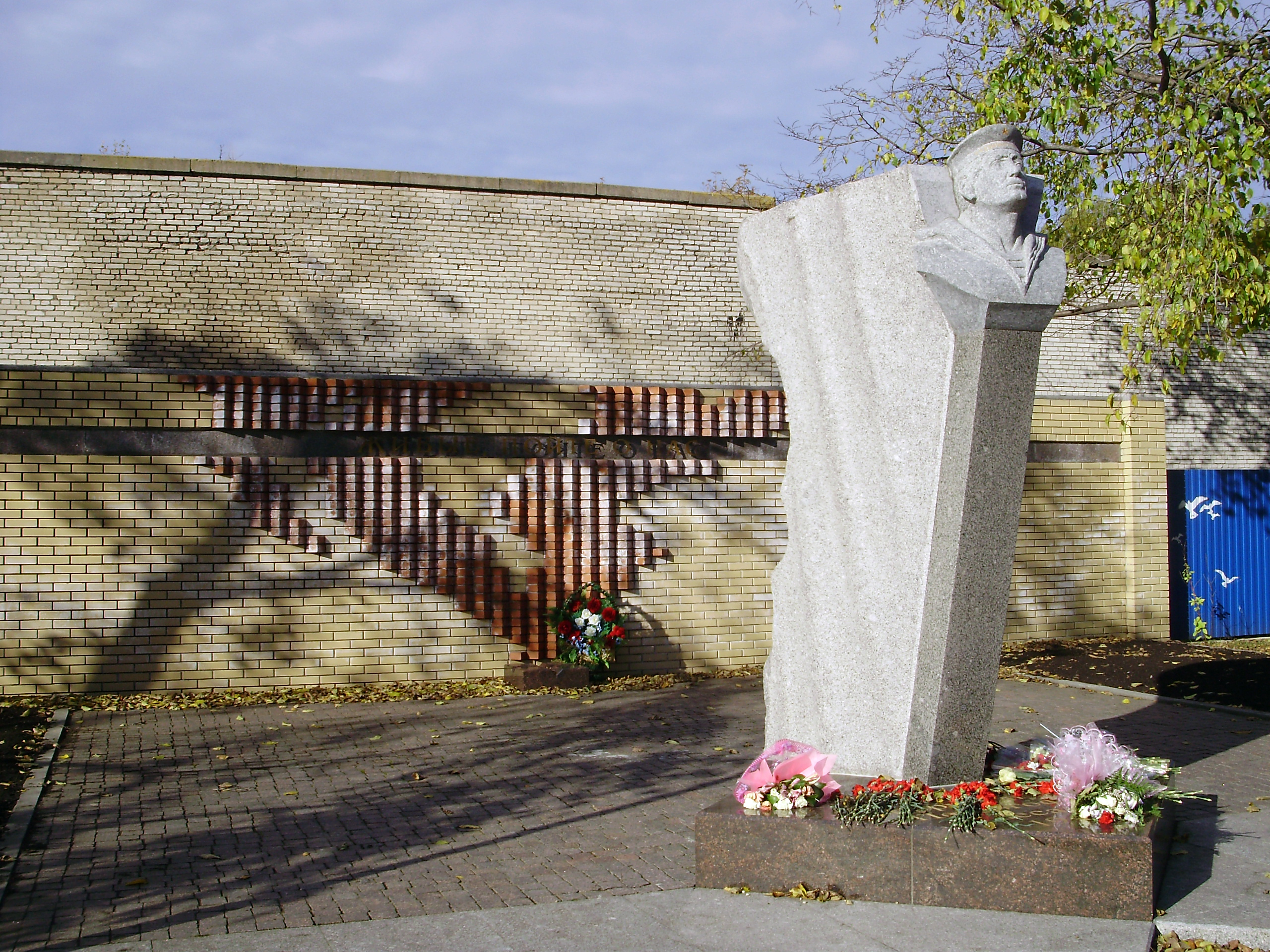
Памятник Петергофскому десанту в Кронштадте

В 1966 году, «в память о высадке морского десанта в октябре 1941 года на берег Финского залива в Нижнем парке Петергофа, и в связи с 25-летием этой операции» западная часть улицы Дворцов и Музеев была переименована в улицу Морского Десанта
В советское время до конца 1970-х годов о трагически погибшем десанте имелось лишь несколько коротких упоминаний в мемуарах, без подробного исследования операции. О нём вышла только одна книга (Азаров В., Зиначев А. «Живые, пойте о нас!» Документальная повесть. — Л.: Лениздат, 1969.; в 1972 году вышло в свет второе дополненное издание), да и эта книга вскоре была изъята из библиотек. Несмотря на то, что эта работа по сути является художественной, она представляет значительный интерес для исторических исследований боевой деятельности Краснознамённого Балтийского флота.
В 1980 году в Петергофе установлены памятник в Нижнем парке и мемориальная доска на здании Большого дворца. С начала 1990-х годов стали проводиться ежегодные церемонии с участием флота в день высадки десанта 5 октября.
В 2010 году в Кронштадте, в восточной оконечности Тулонской аллеи, на Яхтенной площади, открылся сквер со скульптурной композицией «Петергофский десант».
В 2015 году создан также небольшой мемориал в месте высадки десанта в парке Александрия.